# Saint-Plantaire
Saint-Plantaire – miejscowość i gmina we Francji, w Regionie Centralnym, w departamencie Indre.
Według danych na rok 1990 gminę zamieszkiwało 605 osób, a gęstość zaludnienia wynosiła 18 osób/km² (wśród 1842 gmin Regionu Centralnego Saint-Plantaire plasuje się na 601. miejscu pod względem liczby ludności, natomiast pod względem powierzchni na miejscu 272.).